# استاسیون شماره ۳: فوق محرمانه
استاسیون شماره ۳: فوق محرمانه (انگلیسی: The Satan Bug) یک فیلم مهیج در سبک علمی–تخیلی و جاسوسی به کارگردانی جان استرجس است که محصول کشور آمریکا در سال ۱۹۶۵ میلادی است. از بازیگران آن می‌توان به ان فرانسیس، دانا اندروز، اد اسنر و جان اندرسون اشاره کرد.
این فیلم در ایران با عنوان «استاسیون شماره ۳: فوق محرمانه» که برگرفته از عنوان فیلم در کشورهای اروپایی بود، نمایش داده شد.

## نمایش فیلم

تبلیغ نمایش نخست فیلم در روزنامه‌ی اطلاعات سه‌شنبه ۳ آبان ۱۳۴۵

فیلم «استاسیون شماره ۳: فوق محرمانه» برای بار نخست در تاریخ چهارشنبه ۴ آبان ۱۳۴۵ خورشیدی در ۸ سینما در تهران به نمایش درآمد.. این فیلم جایگزین فیلم هاشم‌خان (محمد زرین‌دست)در گروه سینمایی مولن‌روژ شد.
سینماهای نمایش‌دهنده فیلم استاسیون شماره ۳ در تهران، در گروه سینمایی مولن‌روژ شامل ۸ سینمای مولن‌روژ، رادیوسیتی، مهتاب، ادئون، دیانا، ب.ب، حافظ و اسکار بودند.
فیلم «استاسیون شماره ۳» پس از یک هفته نمایش در گروه سینمایی مولن‌روژ در تهران، در تاریخ پنج‌شنبه ۱۲ آبان ۱۳۴۵، جای خود را به فیلم «هوسبازان» (انگلیسی: The Carpetbaggers) در این گروه سینمایی داد.